# Midnight, Texas
Midnight, Texas è una serie televisiva statunitense creata da Monica Owusu-Breen per il network NBC, basata sull'omonima trilogia di romanzi scritti da Charlaine Harris.
La serie viene trasmessa negli Stati Uniti dal 24 luglio 2017. Il 14 febbraio 2018, NBC ha rinnovato la serie per una seconda stagione, trasmessa dal 26 ottobre 2018. Il 21 dicembre 2018 la serie viene cancellata dopo due stagioni prodotte.
In Italia, la serie è stata trasmessa su Fox dal 31 ottobre 2018 al 6 febbraio 2019.

## Trama
Manfred Bernardo, un medium che può comunicare con i morti, su consiglio della nonna defunta si trasferisce nella piccola cittadina di Midnight, in Texas. Una volta lì scopre essere abitata da vampiri, angeli e streghe, che vivono assieme pacificamente come rifugio sicuro per chi è diverso, cercando di nascondersi al mondo esterno. Come strana famiglia, queste creature soprannaturali uniscono le proprie forze contro un unico e terribile nemico.

## Episodi
| Stagione         | Episodi | Prima TV USA | Prima TV Italia |
| ---------------- | ------- | ------------ | --------------- |
| Prima stagione   | 10      | 2017         | 2018            |
| Seconda stagione | 9       | 2018         | 2019            |

## Personaggi e interpreti

### Personaggi principali
- Manfred Bernardo (stagioni 1-2), interpretato da François Arnaud, doppiato da Paolo De Santis.
Medium trasferitosi a Midnight per scappare dai propri problemi. Intraprende una relazione con Creek.
- Bobo Winthrop (stagioni 1-2), interpretato da Dylan Bruce, doppiato da Davide Albano.
Proprietario umano del banco dei pegni di Midnight. Migliore amico di Fiji, con cui inizia ad uscire.
- Fiji Cavanaugh (stagioni 1-2), interpretata da Parisa Fitz-Henley, doppiata da Francesca Manicone.
Strega possedente un negozio magico. Viene poi perseguitata da un potente demone. Si fidanza con Bobo, ma poi si lasciano.
- Olivia Charity (stagioni 1-2), interpretata da Arielle Kebbel, doppiata da Loretta Di Pisa.
Assassina freelance, migliore amica di Fiji. Dopo varie vicissitudini si sposa con Lemuel.
- Joe Strong (stagioni 1-2), interpretato da Jason Lewis, doppiato da Simone D'Andrea.
Un angelo caduto che profetizza l'arrivo dell'oscurità a Midnight e marito di Chuy.
- Lemuel Bridger (stagioni 1-2), interpretato da Peter Mensah, doppiato da Paolo Marchese.
Vampiro con un passato oscuro giunto a Midnight negli anni '50. Sposa Olivia.
- Creek Lovell (stagione 1, guest stagione 2), interpretata da Sarah Ramos, doppiata da Gemma Donati.
Cameriera del locale di Midnight e l'addetta alla stazione di benzina, diventa l'interesse amoroso di Manfred.
- Reverendo Emilio Sheehan (stagione 1, guest stagione 2), interpretato da Yul Vazquez, doppiato da Patrizio Prata.
Una tranquilla tigre mannara che presiede alla Cappella di Nozze e al cimitero degli animali di Midnight.

### Personaggi secondari
- Xylda (stagioni 1-2), interpretata da Joanne Camp.
Ex medium e nonna di Manfred che ora appare come un fantasma per sorvegliarlo e consigliarlo.
- Madonna Reed (stagioni 1-2), interpretata da Kellee Stewart.
Feroce protettrice dei suoi concittadini e cameriera e barista al Home Cookin' diner di Midnight.
- Chuy Strong (stagioni 1-2), interpretato da Bernardo Saracino.
Mezzo demone, insieme a suo marito, Joe, temono che altri scoprano quello che sono.
- Shawn Lovell (stagione 1), interpretato da Bob Jesser.
Proprietario di Gas 'N Go a Midnight, è un padre molto protettivo verso i suoi figli e diffida di Manfred.
- Connor Lovell (stagione 1), interpretato da John-Paul Howard.
Giovane fratello di Creek, protettivo nei confronti di lei. Nasconde un oscuro segreto.
- Mr. Snuggly, vero nome Jedediah (stagioni 1-2), doppiato in originale da Joe Smith, doppiato in italiano da Ivan Andreani.
Gatto famiglio parlante di Fiji, precedentemente appartenuto a sua zia Mildred.
- Kai Lucero (stagione 2), interpretato da Nestor Carbonell, doppiato da Francesco Prando.
Uno dei proprietari del nuovo hotel di Midnight, insieme a sua moglie Patience. Il loro improvviso arrivo in città suscita clamore e gli abitanti di Midnight, specialmente Olivia, sono sospettosi su cosa sta davvero accadendo.
- Patience Lucero (stagione 2), interpretato da Jaime Ray Newman, doppiata da Jolanda Granato.
Uno dei proprietari del nuovo hotel di Midnight e moglie di Kay intraprende una relazione clandestina con Manfred.
- Walker Chisum (stagione 2), interpretato da Josh Kelly, doppiato da Andrea Lavagnino.
Cacciatore di demoni apertamente omosessuale che ha un'intensa connessione con l'angelo Joe.

## Produzione

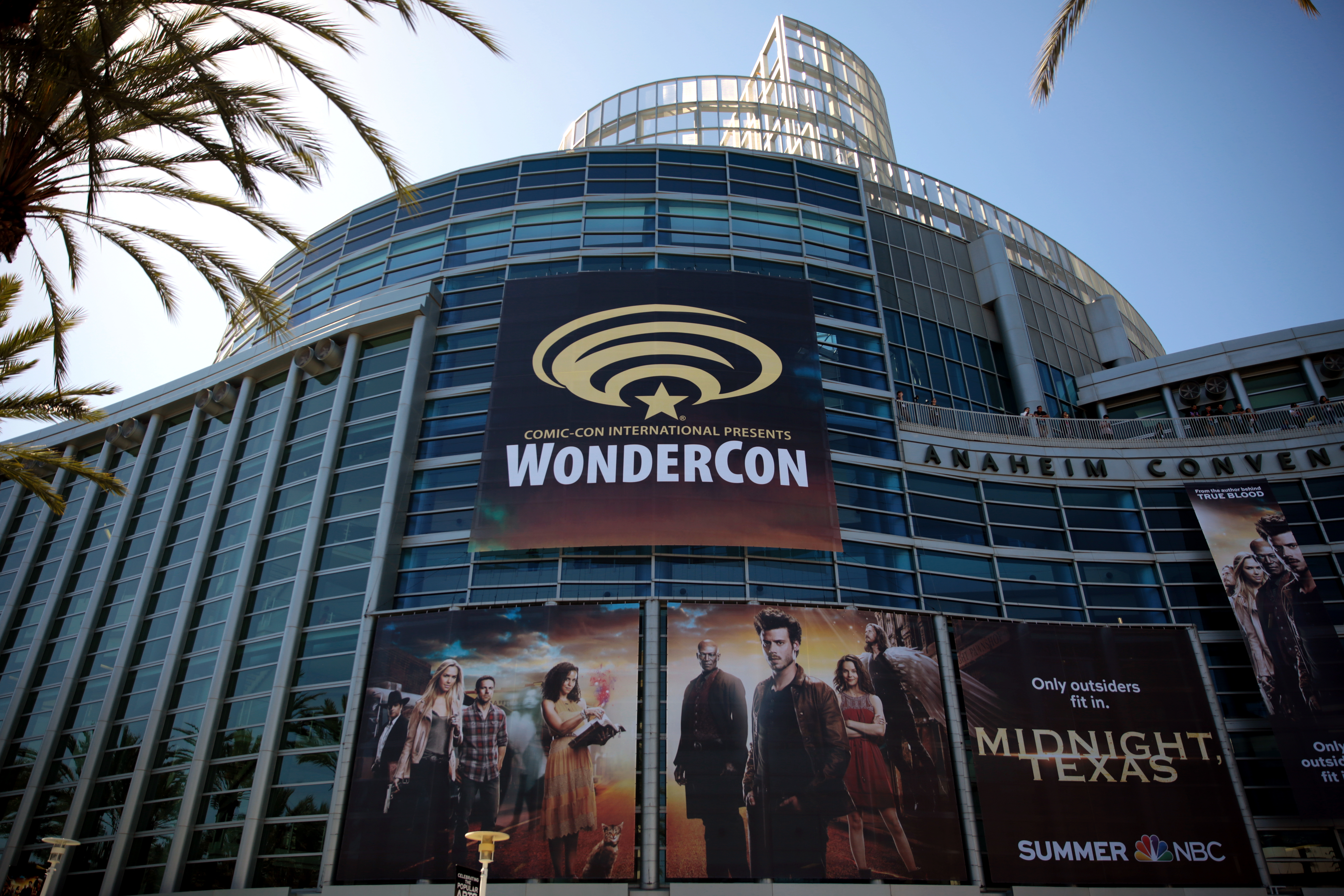
Manifesti della serie all'Anaheim Convention Center durante il WonderCon 2017

Il progetto è iniziato nel mese di ottobre 2015, con lo sviluppo di una serie basata sulla trilogia di romanzi di Midnight, Texas di Charlaine Harris, già autrice dei romanzi da cui è stata tratta True Blood.
A maggio 2016, il network NBC, dopo aver supervisionato l'episodio pilota, ha ordinato un'intera stagione da 10 episodi per la stagione televisiva 2016/2017.
La serie è girata ad Albuquerque, nel Nuovo Messico.